# شهرستان مرسر (داکوتای شمالی)
شهرستان مرسر، داکوتای شمالی (به انگلیسی: Mercer County, North Dakota) یک سکونتگاه مسکونی در ایالات متحده آمریکا است که در داکوتای شمالی واقع شده‌است.

## خصوصیات
شهرستان مرسر ۲٬۸۸۰٫۰۸ کیلومترمربع مساحت دارد.